# 27420 Shontobegay
27420 Shontobegay è un asteroide della fascia principale. Scoperto nel 2000, presenta un'orbita caratterizzata da un semiasse maggiore pari a 2,5644298 au e da un'eccentricità di 0,0707615, inclinata di 9,66137° rispetto all'eclittica.